# ЧФР серија 060-ДА
Локомотива 060-ДА била је локомотивна серија направљена од 1959. до 1993. године од стране "Швајцарских машинских фабрика" Винтертур, Браун Бовери и Сулцер у Швајцарској, касније Електропутере Крајова у Румунији на основу лиценцног уговора. За румунске жељезнице направљене су 1476 локомотиве, а овај тип локомотива је такође извезен у Кину, Пољску и Бугарску, чиме се додаје до 2502 произведених јединица. Такође управља приватним железницама у Италији, Шпанији, Немачкој и Мађарској.

## Историја
Локомотива се појавила у склопу програма модернизације коју су покренуле румунске жељезнице крајем педесетих година. Тада се стрмим нагибом изазвало много проблема за парне локомотиве, а одлучено је да се уведе дизел локомотива. Једини претходни покушај увођења дизел вучне силе у Румунији постојао је 1938. године, када је искоришћена артикулисана дизел локомотива, коју је такође урадио Сулцер, али због избијања 2. свјетског рата никада није ушао у службу прихода. Тако су румунске железнице додијелиле уговор о испоруци 6 дизел локомотива швајцарским компанијама "СЛМ Винтертур", "Браун Бовери" и "Сулцер". Прва локомотива је испоручена 1959. године и убрзо након потписивања лиценцног уговора са Електропутере Крајова. Прва локомотива су коришћена између Брашовске и Предеалове руте, која је била позната у тренутку када је постојала једна од најтрунијих нагиба на железничкој рути у Румунији (ова рута је касније електрифирала 1965. године, користећи локомотиве које је направила АСЕА у Шведској, види ЖС серија 461). Касније су Сулцерови мотори направљени под лиценцом УЧМ Решица, а осовине КАРОМЕТА (Карансебешка Осовина Фабрика)
Локомотива је постигла извоз иу другим земљама, укључујући:
- Пољска: између 1965. и 1978. године, 422 локомотивама на Пољске државне жељезнице (ПКП)
- Бугарска: између 1966. и 1975. 130 локомотива је испоручено Бугарској железници, класификација серије 06.
- Кина: између 1972. и 1989. године, 284 локомотива испоручено је на жељезнице у Кини, класификоване као НД2 (неколико је увезено у Румунију од стране приватног шпедитера)

## Технички подаци
Локомотиву покреће мотор Сулцер 12ЛДА28, сличан оном који се користи у локомотиви Британске Железнице серије 47. Са снагом од 2100 КС, то је била једна од најмоћнијих дизел локомотива направљених у Европи у то доба. Његова стварна снага је 2300 КС, али је била ограничена за ову серију, а такође је двоструко турбо пуњена и ради на четворотактном циклусу. Она користи 2 богеис, са по 3 осовине (Co'Co'), свака осовина се напаја властитим електричним вучним мотором, суспендован на осовини 2 осовине су спојене заједно кроз попречну спојницу која се налази тачно у средини локомотиве испод ње. Још један важан део је вучни пивот, који повезује локомотив на осовине, без тога локомотива не би могла убрзати или кочити.
Каросерија на локомотиву се заснива на електричној локомотиви Ае 6/6 Швајцарске жељезнице. Користећи заварени челик и самоносну конструкцију, локомотива је опремљена и умиваоником и тоалетом. Капацитет резервоара за гориво је 4 килолитара (4000 литара).
За електрични део дизел-електричних локомотива користи се динамо вуча од десет позиција. Омогућава максималну струју од 3700 Ампера, са сатном снагом од 2700 А и 2460 А у сталном снагу. Највећи напон је 890 В, на 1080 РПМ. Ту је и помоћни дизело мотор, снаге од 75 кВ, снаге 175 В, механички повезано са динамометром за вучу.
Преносни однос је 15:69, са излазном снагом од 230 кВ и 820 А, са максималном дозвољеном струјом током одласка воза 1230 А. Мотори су опремљени сопственим вентилаторима за хлађење и активни су чак и ако локомотива не ради, како би се спречила прљавштина ући у мотор.

## Модификације
Оригинална класификација локомотива била је 060 ДА. У почетку су дизајнирани искључиво за превоз теретних возова, али су касније распоређени и на путничким возовима. Међутим, ограничење брзине од 100 км / с било је питање које је ушло у пажњу руководства румунских железница. Решење овог проблема било је редизајнирање степена преноса на 17:67 и додавање неколико позиција убрзања, чиме се повећава брзина на 120 км / с без потребе за модификацијом читаве локомотиве. Серија је почела са производњом 1966. или 1968. године, а затим је позната као серија ДА1, почевши од 060-ДА1-433. Садашња класификација локомотива је серија 60 (раније ДА) и серија 62 (раније ДА1).
1985. године, 2 локомотива су произведене помоћу АЛКО 3000 КС (касније је снага смањена на 2640 КС) мотора, у склопу иницијативе румунских жељезница у вријеме производње тешких дизел локомотива са АЛКО моторима увезеним из САД-а. Због тога што нису били ефикасни и чврсти за одржавање горива, они су били одложени и дијелили су судбину локомотива серије АЛКО (види Електропутере ЛДЕ 4000).
Још један јединствен пример био је 060-ДБ-001/002 пар локомотива, прототип за извоз у Ирану. На крају, локомотиве никада нису биле испоручене Иранским железницама, већ су добили локомотиве ЛДЕ 4000. Данас се користе као индустријске локомотиве од "Термоелектране из Ишалница", код Крајове.
Неколико јединица је направљено за граничне операције у близини СССР-а (данас Молдавија и Украјина), опремљене са 1524-милиметарским осовинама осовине и СА-3 спојницама. Оне су класификоване као Серија 67 и Серија 68. Због чињенице да нема потребе за великим модификацијама, поновна претворба на 1435 мм траку је једноставна. Данас су смештени на железничким двориштима код Јашија или Галације.
Прва локомотива, 060-ДА-001, била је пензионисана 1994. године, али је обновљена као музејска локомотива у периоду 2008-2009. Године и потпуно је функционалан, као и када је испоручен 1959. године.

### Модернизација
Неколико јединица је модернизовано у периоду од 2000. до 2006. године, уведено 15. маја 2000. Модернизација ове серије се састојала у рекласификацији (Серија 63, раније Серија 62 и Серија 65, раније Серија 60), редизајн каросерије локомотива (у више каросерије у облику боки) и уклањање мотора Сулцер и заменио га двотактним мотором ЏМ-ЕМД. Израђене су укупно 50 серије од 65 јединица, а само 10 из серије 63. Занимљиво је да постоји још једна серија 65 јединица, прототип из 1998. године, задржавајући своје оригиналне каросерије али наводно са замењеним мотором. О овој јединици није познато много, број 1248.

## Употреба изван Румуније
Као што је већ поменуто, локомотива је званично извезена у Пољску, Бугарску и Кину.
У Пољској су ове локомотиве испоручене између 1965. и 1978. године, сврстане у серију СТ43. Речено је да су ове локомотиве увезене на иницијативу Пољске радничке партије, против воље Совјетског Савеза који је у то вријеме извозио у Пољску, локомотиве серије СТ44 (званично познате као серија М62, коју је произвела Фабрика Дизел- Воза из Луганске). Посљедњих година након електрификације многих главних линија у Пољској, локомотиве мање користе Пољске државне жељезнице, а већину њих користе приватни превозници у Пољској. Неколико њих је такође послато у Румунију, а ту су и приватни превозници. Најзначајнија промена су били велики фарови, нешто врло често на локомотивама направљеним за Пољску.
У Бугарској су ови локомотиви класификовани као серија 06, испоручена од 1966. до 1975. године, за употребу на теретним и путничким возовима. Од 130 локомотива, око 65 их је у употреби, а остатак је продат за отпадни метал. Осим бугарских државних железница, користе их и мало приватних компанија. Такође постоје локомотиве за румунске жељезнице које је увозила приватна компанија у Бугарској, иста компанија која посједује увезене електричне локомотиве серије 40 Румунских жељезница и увозила локомотиве серије 87 британских жељезница.
У Кини, ови локомотиви су благо модификовани и претворени у НД2 локомотиве, са 284 испоручених. Главна разлика је у томе што је снага мотора повећана на 2300 КС, а предња страна је незнатно промењена. Били су испоручени од 1972. до 1989. године. У осамдесетим годинама они су били коришћени на линијама долине реке Јангце, али данас још увек раде тамо. Постојала је и НД3 серија која је имала потпуно другачије каросерије, али је користила исте унутрашње уређаје, мотор итд., Испоручивши се од 1984. до 1990. године. Њихова судбина није позната. Неколико НД2 је увезено од стране приватног оператера у Румунији, процјењује се да је увезено 20 јединица.
Неколико приватних оператора у Европи користило је ове локомотиве. Карсдорфер Еисенбахнгеселлсцхафт из Немачке је користио 8 јединица од 1998. до банкрота 2004. године. Њихова судбина је такође непозната. У Италији неколико од ових локомотива користи Ферровие Емилиа Ромагна. У Шпанији су ови локомотиви, заједно са серијом 37 британских жељезница, били кориштени као инфраструктурне локомотиве за изградњу железничких пруга на великим брзинама. У Мађарској постоји више приватних оператера који користе ове локомотиве, користе се заједно са другим локомотивама из Словачке и Аустрије.

## Галерија
- 62-1095-9 у Сату Маре са регионалним возом
- 60-0581-3 са теретним возом на Зарнештију, 1994.
- 60-1245-4 у Пјатри-Њамцу 2004. године
- 65-1295-8 у Констанци, 2012.
- Прототип 63-0847-2 на железничкој станици Букурешт-Басараб
- ПКП СТ43 у Мезимести, Чешка Република
- БДЖ серија 06 у Асеновграду
- НД2 у Кини
- 060-ДА са инфраструктурним возом у Шпанији
- 060-ДА у Хеђешалом, Мађарска